# Eurobowl 2008
Navigation
Édition précédente Édition suivante
La Eurobowl 2008 est la 22e édition de l'Eurobowl, compétition réunissant les meilleures équipes européennes de football américain.
La saison régulière (éliminatoires) se déroule du 8 mars au 26 avril 2007.
Suivent ensuite les demi-finales et la finale.

## Clubs de l'édition 2008
| Équipe                   | Nationalité |
| ------------------------ | ----------- |
| Scorpions de Stuttgart   | Allemagne   |
| Jets de Coventry (en)    | Angleterre  |
| Giants de Graz           | Autriche    |
| Vikings de Vienne        | Autriche    |
| Raiders du Tyrol         | Autriche    |
| Valencia Firebats        | Espagne     |
| Pioners de L'Hospitalet  | Espagne     |
| Seinäjoki Crocodiles     | Finlande    |
| Flash de La Courneuve    | France      |
| Black Panthers de Thonon | France      |
| Lions de Bergame         | Italie      |
| Eidsvoll 1814s           | Norvège     |
| Vikings d'Oslo (en)      | Norvège     |
| Patriots de Moscou       | Russie      |

## Les éliminatoires

### Matchs
| Date     | Home           | Score   | Away           |
| -------- | -------------- | ------- | -------------- |
| 8 mars   | Pioners        | 37 - 35 | Black Panthers |
| 22 mars  | Flash          | 14 - 12 | Giant          |
| 5 avril  | Black Panthers | 27 - 39 | Lions          |
| 12 avril | Jets           | 36 - 16 | Firebats       |
| 12 avril | Giant          | 49 - 27 | Flash          |
| 19 avril | Lions          | 62 - 44 | Pioners        |
| 19 avril | Patriots       | 6 - 17  | Crocodiles     |
| 19 avril | Firebats       | 9 - 38  | Vikings        |
| 26 avril | Vikings        | 13 - 21 | Jets           |

## Play Off

### Quart de finale
| Home                   | Score   | Away                 |
| ---------------------- | ------- | -------------------- |
| Vikings de Vienne      | 51 - 32 | Lions de Bergame     |
| Eidsvoll 1814's        | 16 - 22 | Seinäjoki Crocodiles |
| Raiders du Tyrol       | 49 - 20 | Jets de Coventry     |
| Scorpions de Stuttgart | 9 - 24  | Giants de Graz       |

### Demi-finale
| Home              | Score   | Away                 |
| ----------------- | ------- | -------------------- |
| Vikings de Vienne | 43 - 7  | Seinäjoki Crocodiles |
| Raiders du Tyrol  | 56 - 49 | Giants de Graz       |

### Finale
| Home              | Score   | Away             |
| ----------------- | ------- | ---------------- |
| Vikings de Vienne | 24 - 28 | Raiders du Tyrol |